# Klosterkirken Saint-Denis
Klosterkirken Saint-Denis (fransk: Basilique de Saint-Denis) i byen Saint-Denis ved  Seinen nord for Paris var de franske kongers gravkirke.
Dagobert I, Frankrigs konge fra 628 til 637, grundlagde klostret, som fik navn efter Saint Denis, Sankt Dionysius, der var en fransk helgen og Paris' første biskop.
Den franske konge Louis 16. blev i 1815 genbegravet der sammen med sin dronning, Marie Antoinette, og sin søster Elisabeth, efter at de var blevet gravet op af revolutionens massegrav ved det sted, hvor Madeleinekirken står i dag. De kongeliges lig ligger stadig ved Saint Denis-kirken.
48°56′08″N 2°21′35″Ø / 48.93556°N 2.35972°Ø
Kirken er et arkitektonisk landemærke, og dele af den anses for at være den første arkitektur i gotisk stil. Disse dele blev opført af abbed Suger omkring 1136, mens kirken først stod færdig i 1200-tallet.